# زاغکصاف
 زاغکصاف(نام علمی: Hieracium laevigatum) نام یک گونه از تیره کاسنیان است.